# 西宁州 (北周)
西宁州，中国南北朝时设置的州。
周武帝天和五年（570年）北周改严州置西宁州，治所在越巂郡邛都县（今四川省西昌市）。下辖越巂郡（下辖邛都县）、亮善郡（下辖苏祁县）、宣化郡（下辖可泉县）、白沙郡（下辖台登县）、邛部郡（下辖邛部县）、平乐郡（下辖平乐县）。后改名严州。辖境相当今四川西昌市及越西县、冕宁县、德昌县等地。隋文帝开皇六年（586年）又改为西宁州。下辖邛都县、苏祁县、可泉县、台登县、邛部县、越巂县。开皇十八年（598年）改为巂州。